# TFW No GF
TFW No GF is een Amerikaanse documentaire van Alex Lee Moyer uit 2020 over de incelcultuur op het internet. De titel van de docu is de afkorting voor 'That Feeling When No GirlFriend'.
TFW No GF laat vijf incels aan het woord met in de achtergrond beelden van vervallende Amerikaanse infrastructuur. Moyer focust daarbij op de innerlijke leefwereld van de geïnterviewden en laat het online getrol veelal buiten beeld.
Op de incels na wordt niemand aan het woord gelaten, geen experten, geen slachtoffers, noch mensen uit de omgeving van de incels.
De documentaire zou uitgebracht worden op het festival SXSW. Het festival werd echter uitgesteld vanwege de coronapandemie. Daarop zond Amazon Prime TFW No GF uit.